# Daniel Adamczyk
Daniel Adamczyk (* 14. Juli 2002 in Köln) ist ein deutscher Fußballtorwart.

## Karriere

### Verein
Nach seinen Anfängen in der Jugend der 1. Jugend-Fußball-Schule Köln wechselte er im Sommer 2014 in die Jugendabteilung des 1. FC Köln. Für seinen Verein bestritt er 38 Spiele in der B-Junioren-Bundesliga und 22 Spiele in der A-Junioren-Bundesliga. Mit seinem Verein wurde er 2019 deutscher B-Jugend-Meister. Im Sommer 2020 wurde er in den Kader der zweiten Mannschaft in der Regionalliga West aufgenommen.
Im Sommer 2022 wechselte er zum Drittligisten VfL Osnabrück und kam dort auch zu seinem ersten Einsatz im Profibereich, als er am 15. Oktober 2022, dem 12. Spieltag, bei der 0:2-Heimniederlage gegen den TSV 1860 München in der Startformation stand. Im Lauf der Saison kam er insgesamt zu sechs Einsätzen und stieg am Saisonende mit der Mannschaft in die 2. Bundesliga auf. 
Im Sommer 2024 wechselte er zum Chemnitzer FC.

### Nationalmannschaft
Adamczyk hütete in der U15, U16 und U18 des DFB in insgesamt fünf Spielen das Tor.

## Erfolge
- Aufstieg in die 2. Bundesliga: 2023 (mit dem VfL Osnabrück)
- Deutscher B-Jugend-Meister: 2019 (mit dem 1. FC Köln)